# ملكي (أغنية)
مُلكي أو ماين (بالإنجليزية: Mine)‏ أغنية للفنانة الأمريكية تايلور سويفت. كانت الأغنية المنفردة الرئيسية من ألبومها الاستوديو الثالث، انطق الآن. والأغنية المنفردة الحادية عشر لها بشكل عام. أطلقت الأغنية في 4 أغسطس، 2010 بدلاً من الموعد الأصلي المقرر في 16 أغسطس، 2010، بسبب تسريبها على الإنترنت. عرض الفيديو الكليب الخاص بالأغنية لأول مرة في 27 أغسطس 2010، وقصة الفيديو هي أن تايلور فتاة لها علاقة سيئة مع والديها، لكنها تلتقي شاباً وتقع في حبه في علاقة جامحة. وينتهي الفيديو بزواجها من الشاب وإنجابها أولاد منه.
أغنية” مين “هي للمغنية الأمريكية وكاتبة الأغاني تايلور سويفت وهي تحتل بهذه الأغنية المركز الثالث من ألبوم سبيك ناو الذي يعتبر من نوع الموسيقة الريفية. تنسب كلمات الأغنية لسويفت وكما قام أيضا بإنتاجها كل من ناثان تشابمان وسويفت. وتم نشر الأغنية قبل الألبوم بهدف الدعاية له تحت رعاية شركة التسجيل الأمريكية بيغ ماشين ريكوردز في 17 أكتوبر 2010 . ووصف النقاد الأغنية «بالريفية» بسبب أنها تحتوي علي لحن التي الكمان وأله البانجو بشكل واضح. وقالت سويفت أنها كتبت هذه الأغنية من أجل البشر الذين يعلقون بسلبية دائما علي الأغاني وعلي مواهب الأخريين. وبعد نشر الأغنية علق النقاد علي الموسيقي الريفية والكلمات التي تتضمنها الأغنية بكثرة وأنتقدوها بشكل قاسي.و لاقت الأغنية نجاحا تجاريا جيدا في الولايات المتحدة وكندا كما أحتلت الأغنية المرتبة الحادية عشر في قائمة مجلة بيلبورد هوت 100 والعاشرة في قائمة منظمة كاناديان هوت 100. ونجحت أيضا في الدخول لقائمة الأغنية الإسترالية وأحتلت المركز الخامس والأربعين في قائمة الموسيقي بأستراليا. وعقب نشر الأغنية من ألبوم «سبيك ناو» بشكل منفرد عن الألبوم. نجحت مرة أخرى في الدخول لقائمة بيلبورد هوت 100وأحتلت المرتبة التسعين. وعلاوة علي ذلك أرتفعت الأغنية من المرتبة الثانية عشر إلي المرتبة التاسعة في قائمة الأغاني الريفية في 14مايو 2011 وكان سويفت منفرد بالمركز الثالث عشر بالتورارد مع وقوعة في مرتبة العشرة الأوائل من القائمة كما سار ت سويفت علي نهج نجاح الفنانتين اللتا حصلتا علي هذا النجاح من جانب هذه القائمة عام 1944 . (قامت الفنانة كاري أندروود بنجاح أخر مثل هذا). شكل ديكلان وايتبلوم مع سويفت تصور عام للفيديو وأصدر نظام داخلي للفيديو الموسيقي أيضا.وعقب نشر الفيديو (الأغاني المصورة) علق بشكل مختلف العديد من النقاد علي الموضوع الذي تم تناولة والرسائل التي تم ارسالها. عرضت تايلور سوفيت أغنية بأداء لجائزة الموسيقي الريفية للأكادمية 46. بأغنيتة «مين». فازت الأغنية بجائزة غرامي لأحسن أغنية ريفية ووجائزة درجة.فئة أحسن أداء فردي للأغنية الريفية.

## عن الاغنية
يضم الألبوم الثالث “ سبيك ناو “لتايلور سوفيت أغنية “مين “. وقبل نشر الألبوم قامت قناه نيوز الأمريكية بعمل تقرير عن سويفت وكان يحتوي على مجموعة من الانتقادات البناءة والمهنية المحترفة. ولم يخلوا التقرير من بعض الانتقادات المهينة بهدف الهجوم علي سويفت. وصرح سوفيت لمجلة دوس بأن اسم أغنيته هو "مين". أعتقد أن بعض النقاد عندما يستمعون الي هذه الأغنية سيصنفوها بأنها نوع من الانحطاط والإساءة وعلي أن أقول الحقيقة بأن النقاد علي حق، وأؤيد رأيهم في ذلك. وقالت سوفيت عن أغنيتها " عش سنك كما هو وإذا كنت تفعل أي شئ فأفعلة أيا ما كنت تعمله أجتهد فيه وأينما تعيش فعش وكن الإنسان الذي يتأقلم في أي وقت. حاولوا الدخول إلي قعر الأرض في كل فرصة لكم. يجب ان تقف بحزم في كل الاوقات بمواجهة من يقوم بهذا العمل كما يجب أن تتعلم أن تضع نفسك تحت سيطرتك. وقالت أنها تتحدث عن موقف هؤلاء ضد هذه الأغنية. وخلال استعدادات هيئة الاذاعة الوطنية ل عيد الشكرقامت سويفت بغناء هذه الأغنية مع مجموعة أخرى من الأغاني في برنامج تم تقديمة وعقبت بقولها أنها تشعر بأنها صغيرة وتافهه ثم بعد ذلك أيضا أضافت أنه توجد بعض الأشياء التي تجعلني أكثر سعادة ومن أجل هذه الأشياء كتبت هذه الأغنية. وفي الحقيقة أحب ما حولي ومن أحبهم يحبونني. وبعض منهم فرقتي. كما صدرالألبوم الثالث في الراديوم للأغنية الريفية في 14 مارس 2011. وبعد أن صدرت الأغنية كفردية نشرت سويفت علي موقعها الرسمي تيشرت ونسخة سي دي خاصة بالأغنية وعرضت 2500 نسخة قرص مضغوط منه للبيع.

## اللحن
مدة أغنية مين هي 3.58 دقيقة بعدل 82 ضربة موسيقية في الدقيقة  ويقول لويبر ثيون من صوت القرية عن الأغنية أنها تتشابه فيها بهجة الموسيقي مع وجود أله البانجو والتصفيق الحاد، وذكر أيضا موقع عن دوت كون علي لسان بيل لامب أن الأغنية هي من أوضح الأغاني الريفية التي غنتها سويفت، وبوجود موسيقي أله البانجو بكثرة يجعلنا نجزم بأنها أغنية ريفية. وهذا مقطع من أغنية سويفت كتبها مات بزورك “ إلي أين تمضي نحو البلو جراس “ . وكتبت الأغنية من أجل الأشخاص الذين يعلقوا بشكل سئ علي الأغاني وكفائة الأخريين. ووفقا لمجلة بيلبورد قال جيل سيرجانت: سويفت حصلت علي جائزة جرامي لعام 2010 . كما أنتقد بعض الأشخاص النشاز الحاد الموجود في الأغنية وحصولها علي جائزة غرامي أيضا. وأوضافت أنا بووز من لوس أنجلوس تايمز أن الانتقادات الموجهه للأغنية هي بسبب كلماتها حيث قالت سويفت “ في يوم من الأيام سأعيش بتفاخر وعظمة وسأكون عصامية في الحانات الرخيصة وهذا أسلوب سئ. وقالت مات بوجروكي أن سويفت كتبت أغنية تثير الاهتمام برغم أنها تعرضت للكثير من الانتقادات الحادة وأنه يري هذه الأغنية واجهت ظلم شديد. ووفقا لموقع عن.كوم كتب بيل لامبفي أغنيتة أنها رد فعل ضد الإستبداد. وأحتل الألبوم الرقم الخامس من بين أحسن عشر كلمات لأغنية والتي كتب عنها "ليه غربنبلات في مجلة انترتينمنت الأسبوعية وذكر مقطع للأغنية " أنت مع مراوغتك بأكاذيبك وإذلالك تشير إلي عيوبي مجددا وكأنني لا ألاحظهم. "

## الانتقادات
تعرضت الأغنية فور صدورها إلي العديد من الانتقادات البنائة. وكتب ماندي بيرلي في مجلة انترتينمنت ويكلي عن الأغنية «الأغنية مرحة جدا وأن سويفت نقلت لنا بإخلاص أحسن الأشياء بطريقة مختلفة. يمكن أن تتنازل عن الوقاحة بطريقة واضحة إذا ركزت عليك.وقال ثيون ويبر من صوت القرية أن الأغنية صادقة جدا وجريئة وأنها تعجبني. وقال ويبر أن الأغنية مرحة ونابضة بالحياة وولكني لم أحب نهايتها» يوما ما سأعيش في المدينة القديمة والكبيرة وأنت كل ما ستفعلة هو أنت تظل حقير. وأعرب كيفن جون من جامعة البلد أن الأغنية نالت إعجابة وأعطاها درجة أ.أوضح بأسلوب جميل الاختلافات الموجودة منتقدا بلا رحمة ومحاولا الإصلاح.وبجانب هذا التعبير كتب جوناثان كيف بمجلة سلانت عدم إعجابة بالأغنية ووقال كيف فعل الأشياء الصائبة في الحقيقة.من أجل أخفاء عجز الأغنية عما لا تقولة بإستمرار تحاول إيجاد طرق أخرى جديدة. لفت الانتباه الي عجز علامات الأغنية عن التعبير وبذلك ترك في أذهان  البشر سؤال فقط مع كتابات سويفت. وعرض ذلك بشكل نقدي.وذكر كارلي جستوس من (9513) بخصوص الأغنية انها دخلت لأذهاننا بسهولة وحبها العديد من الناس برغم أنها تعرضت لانتقادات سيئة دون وجهه حق.

## النجاح التجاري
أغنية مين من الألبوم الثالث لتايلور سويفت سيبك ناو والتي عرضت بشكل منفرد عن لألبوم بهدف الدعاية له ونشره وعرضت في الأسواق في 19أكتوبر 2010 بمتجر تيونز  وبعد أن تم نشر الأغنية منفردة من الألبوم من أجل  الدعاية أحتلت الأغنية المرتبة الثانية في المبيعات بما يقارب 163 ألف نسخة في قائمة هوت للأغاني الرقمية لمجلة بيلبورد وفي نهاية الأسبوع نجحت في الدخول لقائمة هوت100 بمجلة بيلبورد مرة أخرى. وحققت أعلي نجاح في قائمة الأغاني.ولكنها تراجعت في الأسبوع التالي من القائمة. وفي 6 نوفمبر 2010 أحتلت رقم 55 في القائمة لاغاني الريف.وأحتلت الأغنية رقم 90 في قائمة لبيلبورد هوت 100ممرة أخرى بعد نشرها بشكل منفرد عن الألبوم. كما أحتلت الأغنية الرقم 17 في قائمة الأغاني الريفية بعد أسبوعين من نشرها كأغنية منفردة. وأرتفعت الأغنية من المرتبة 12 الي المرتبة 9 في نفس القائمة في 14 مايو 2011 وعلاوة علي ذلك أحتلت المرتبة 13 نجحت في الدخول للقائمة.ونجحت الفنانة للمرة الثانية كهذا النجاح لأول مرة 1944 في القائمة كانت أول من حقق هذا النجاح هي كيري أندروود .7 2 . ونجحت الأغنية في الدخول لقائمة الأغاني الدولية بشكل رسمي كأغنية منفردة من جديد على الرغم من نشرها كأغنية منفردة لدعاية الألبوم. وصلت الأغنية لرقم العاشر في قائمة كندا هوت100 للموسيقي الرسمية في كندا وحققت أعلي نجاح في القائمة. ووصلت لرقم الخامس والأربعون في قائمة الأغاني الأسترالية بتاريخ 7 نوفمبر 2010. ووصلت للرقم الأول في القائمة الفردية للموسيقي الريفية في 28 يوليو 2011 . وصلت المبيعات الي أكثر من مليون نسخة في الوسط الرقمي كما فازت بجائزة أريا تشارتس البلاتينية. فازت الأغنية بجائزة في قطاع «أحسن أغنية ريفية» و«أحسن أداء منفرد للأغنية الريفية» في جوائز جرامي 54 والتي أقيمت في 2012وحققت بها الأغنية نجاح تجاري.وعلاوة علي ذلك أحتلت المركز  الرابع والعشرون في قائمة الأغاني الريفية والتي أعلن عنها في نهاية العام.

## العروض الحية
قالت تايلور سويفت بشكل مختلف أن أغنية (مين) نالت جائزة الموسيقي الدولية للأكادمية 46 كأول عرض لها في 3 أبريل عام 2011 . إضافة إلي أنه تم التصويت لها في عرض إلين ديجينريس التي عرضها سويفت في 30مايو عام 2011. كما حصل سويفت علي جائزة حفل توزيع جوائز غرامي الذي أقيم في 12 فبراير من عام 2012 . ونال عقب ذلك عاصفة من التصفيق كما قال «في يوم من الأيام سوف أغني هذه علي جائزة غرامي» جائزة أفضل ألبوم

## الفيديو كليب

### التطوير والنشر
مخرج فيديو أغنية “مين “ هو ديكلان وزيتبلوم. أستمر تصوير الفيديو لمدة يومان وتم الانتهاء من تصويره في لوس أنجلوس بمسرح أورفيوم. طور مفهوم الفيديو كليب علي يد كل من سويفت والمخرج ويزيتبلوم ووجدت سويفت علي الفور أفكار لمشاهد الفيديو. في مقابلة للمخرج مع أم تي في للأخبار صرحت بأن أغنية مين هي أغنية شخصية جدا لها ومع ذلك كان النقد الذي وجهه للأغنية قاسي جدا عليها. وأضافت بأن رسالتها يمكن أن تربط بين الناس قائلة " نحن جميعا تتشابه قصصنا وحالاتنا ومشاعرنا في الحياة ومما يجعلنا نصطدم بنفس التجارب العاطفية ونخوض بها ونجعلها معبرا للعديد من الناس والمواقف. كما أن العديد من البشر يجدون أنفسهم بهذا الشكل في الأغاني. ووفقا للفيديو كليب قال ويزتبلوم أن كل مشهد منفصل ويتشابه مع الفودفيل كنوع مسرحي وفيلم ياأخي أين أنت؟ أيضا. وأوضحت أنها أستوحيت الأغنية أيضا من الأداء الذي قدمتة سويفت في الأكاديمة 46. لجوائز الموسيقي الريفية أثناء تصويرها للكليب. وقامت جوي كينج بلعب دور الطفلة في الفيديو كليب. وقبل نشر الفيديو كليب قالت سويفت ومجموعتها ل إم تي في بأنها تفكر في رؤية مشاهد ممتعة. وقدمت الفيديو لأول مرة علي التلفزيون للموسيقي الريفية في 6 مايو 2011 .

### ملخص
بدأالفيديو بمشهد عزف سويفت علي أله البانجو وبجوارها فرقتها بألالات الموسيقية المختلفة. كان تصميم مشهاهد الفيديو جيد حيث يبدأ بمشهد منزل أمامة مزرعة وأصطبل في الأمام، وكانت ملابس سويفت وفريقها ذات طراز قديم حيث كانت ترتدي فستان كريمي. ثم بعد ذلك نمضي للمشهد التالي بإنهاء المشهد الأول بغناء فردي. تظهر سويفت في مشهد أخر مربوطة في قضبان القطار ويوجد رجل شرير بجوارهاعلي الجانب الأخر يشرب الخمر ويضحك مع صديقه عليها. وتحكي في أغنيتها العديد من القصص التي تعبر عن بعض الضحايا أحداها هو صبي يستقوي عليه زملائة في فريق كرة القدم وذلك لأنه يقرأ مجلات عن الموضة وفتاة أخرى تعمل في مطعم للوجبات السريعة من أجل الحصول علي مال لكليتها ويظهر مشهد لها وأقرناؤها يلقون الطعام بوجهها لأنها ترتدي ملابس غريبة فيضحك عليها زملاؤها ولا يسمحون لها بالجلوس معهم. والفتاة الثالثة هي بنت صغيرة يرفض زملائها أن تشاركهم الغداء لأن الحزام الذي ترتديه حول خصرها يختلف لونه عن ما يرتدونه. وفي مشهد أخر مع الدقيقة الثالثة يكون في ملهي ليلي ترتدي سويفت فستان لامع، وتتنتهي جميع القصص نهايات سعيدة يصبح الشاب مصمم أزياء شهير والفتاة التي كانت تعمل في المطعم وهي مسؤلة تنفيذ في شركة كبيرة وكما تزيل سويفت الأحبال التي كانت تربطها بالقضبان الحديدية دون أي جهد وتسير بعيدة عن الرجل الشرير وصديقة الذي أغمي علي كل منهم من فرط شربة للخمر والفتاة الصغيرة تجلس أمام العرض الذي تقدمة تايلور تشاهدة وحيدة وسعيدة تصفق لعرض سويفت.

### الانتقادات
تلقت الأغنية العديد من ردود الفعل المتباينة من نقاد الموسيقي والأغاني. حيث كتبت أماندا ليانا من جيزر دوت كوم واصفة الفيديو كليب الذي قدمتة سويفت بأنه خيبة أمل كبيرة، كما ذكرت صحيفة ديلي ميل أن فيديو سويفت الجديد مؤثر وجيد جدا حيث أنه يحكي قصص عن الحالمين والمستضعفين وضرورة الأحلام والثقة بالنفس، وتعد هذه رسالة رائعة للشباب فيمكنك أن تحقق النجاح إذا لم تهتم بمن يحبطونك أو من يسخر منك. وأتفق علي هذا الرأي أيضا جوسلين فينا من قناة إم تي في حيث قالت: الثقة بالنفس هي محور موضوع الأغنية والذي تتشابه فية سويفت مع أغنية بينك (ريز يور جلاس) وأيضا مع كيتي بيري (فيرورك). وذكرت الكاتبة أشلي ليسمون من تست أوف كونتري حيث جاملت سويفت وقالت أن الفيديو كليب نال أعجابها. وقال كايل أندرسون من مجلة انترتينمنت الأسبوعية أنالأغنية غير مهذبة وكل ما يميزها أن سويفت تعتمدعلي مهارتها في الأداء وأنتقد شخصية سويفت وتسأل هل لانك شخص مختلف تذهب لعرض جوائز وتغني؟ , وكتبت دونا كوفمان من فيلاج أن هذا الفيدو يقدم لنا رسالة مختلفة ولم أري سويفت تستهزأ بأي شخص في هذا الفيديو، وقال علاوة علي ذلك تقوم بدور المنقذ بطريقة جيدة لتخليص الأطفال المنطوين والذين يتعرضون للسخرية، ووصفت كايل بوتشنان من مجلة نيويورك أن الفيديو نمطي وتعليمي ووغير مدهش. وقال درو جرانت من صالون دوت كوم أن الفيديو يقدم لنا رسالة وهي " يجب أن يكون الجميع جيدون ويجب أن نبتعد عن السخرية والاستهزاء والوقاحة مع الأخريين.

## قائمة الأغاني
- التنزيلات الرقمية

أغنية مين: المدة 3.58 .

## القوائم والشهادات
| أعلي مركز | قائمة 2010                                         |
| 10        | كندا كندا هوت 100                                  |
| 45        | أستراليا أريا                                      |
| 55        | الولايات المتحدة الأمريكية بيلبورد هوت كانتري سونج |
| 11        | الولايات المتحدة الأمريكية بيلبورد هوت100          |
| --------- | -------------------------------------------------- |

| أعلي مركز | قائمة 2011                                         |
| --------- | -------------------------------------------------- |
| 55        | كندا كناديان هوت 100                               |
| 34        | الولايات المتحدة الأمريكية بيلبورد هوت 100         |
| 2         | الولايات المتحدة الأمريكية هوت كانتري سونج بيلبورد |

### الشهادات
| الشهادة | الدولة                     |
| ------- | -------------------------- |
| ذهبية   | كندا                       |
| بلاتين  | الولايات المتحدة الأمريكية |

### قوائم نهاية العام
| المركز | قائمة 2011                                           |
| 24     | الولايات المتحدة الأمريكية (الأغاني الريفية) بيلبورد |

## تواريخ النشر

### العرض الترويجي
| الشركة             | الشكل      | التاريخ        | الدولة                     |
| ------------------ | ---------- | -------------- | -------------------------- |
| بيغ ماشيين ريكوردز | توزيع رقمي | 19 أكتوبر2010  | كندا                       |
|                    | توزيع رقمي | 20 أكتوبر 2010 | الولايات المتحدة الأمريكية |
|                    |            |                | إيطاليا                    |
|                    |            |                | النرويج                    |
|                    |            |                | هولندا                     |
|                    |            |                | الدنمارك                   |
|                    |            |                | اليونان                    |
|                    |            |                | اليابان                    |
|                    |            |                | لوكسمبورغ                  |
|                    |            |                | البرتغال                   |
|                    |            |                | إسبانيا                    |
|                    |            |                | السويد                     |
|                    |            |                | سويسرا                     |

### مفرد
| الشركة             | الشكل          | التاريخ     | الدولة                     |
| ------------------ | -------------- | ----------- | -------------------------- |
| بيغ ماشيين ريكوردز | راديو البلد    | 7 مارس 2011 | الولايات المتحدة الأمريكية |
|                    | أسطوانة منفردة | 6 مايو 2011 |                            |
|                    | فيديو كليب     |             |                            |